# كلوروبرين
الكلوروبرين هو اسم عام للمركبات العضوية 2-كلورو-3,1-بيوتا دايين, والتي لها الصيغة الكيميائية C4H5Cl. البناء الكيميائي موضح في الشكل على اليسار. ويستخدم الكلوروبرين كمونومر في إنتاج البوليمر بولي كلوروبرين, وهو نوع من المطاط الصناعي. ويعرف الكلوروبرين باسم النيوبرين, الاسم التجاري لدوبونت, وكانت هذه الشركة أول من قام بإنتاجه ويستخدم حاليا من دوبونت داو.

## إنتاج الكلوروبرين
تم استخدام عملية الأسيتيلين لإنتاج الكلوروبرين حتى الستينيات من القرن العشرين. وفي هذه العملية, يتم استخدام الأسيتيلين وكلوريد الهيدروجين كما موضح بالشكل القادم:
ولهذه الطريقة بعض العيوب أنها تتطلب طاقة عالية جدا وبالتالى ترفع من حجم الاستثمارات الموجهة للعملية.
وتتضمن عمليات إنتاج الكلوروبرين الحالية استخدام البيوتادايين، الذي يحدث عليه إضافة كلور على أحد رابطتيه المزدوجتين الموجدتين في الجزيء, ليعطى 4,3-دايكلورو-1-بيوتين. ثتم يتم استبعاد ذرة هيدروجين من المركب الأخير من الموضع #3 وذرة كلور من الموضع #4 في هيئة HCl مما ينتج رابطة مزدوجة بين الكربون رقم #3, و#4 في الجزيء, وبالتالى يتم الحصول على الكلوروبرين.